# Gamalost
Gamalost (també Gammelost), que traduït en noruec significa "formatge vell", és un formatge blau tradicional de la cuina noruega elaborat amb llet de vaca, és molt habitual com a ingredient en els plats d'aquest país.
Igual que altres plats tradicionals noruecs com el pa de pita, les carns assecades i el stockfish, el Gamalost pot ser emmagatzemat durant llargs períodes sense necessitat de refrigeració. Posseeix un sabor agut i fort (es tracta d'un aliment de gust adquirit) i té una olor similar al camembert, el roquefort, o el blau danès. Gammalost presenta una pasta ferma no granular i pot ser usat tallat en llesques per a elaborar entrepans.